# María Perla Borao Aguirre
María Perla Borao Aguirre, née le 2 juin 1955, est une femme politique espagnole membre du Parti socialiste ouvrier espagnol (PSOE).

## Biographie

### Vie privée
Elle est mariée et mère d'un fils.

### Profession
María Perla Borao Aguirre est médecin spécialisée en médecine familiale et communautaire. Elle a exercé au sein du service des urgences à l'hôpital général de Teruel pendant trente ans et a été cheffe du service pendant quinze ans. Elle a été directrice de l'hôpital San José de Teruel. Elle est professeure à l'école de médecine de Teruel.

### Activités politiques
Elle devient secrétaire des Politiques sociales et sanitaires de la commission exécutive régionale socialiste d'Aragon en 2012.
Le 20 décembre 2015, elle est élue sénatrice pour Teruel au Sénat et réélue en 2016. Au Sénat, elle est seconde vice-présidente de la commission de l'Énergie, du Tourisme et du Numérique.